# Copiapó (volcan)
Pour les articles homonymes, voir Copiapó et Cerro de Azufre.
Ne doit pas être confondu avec Cerro del Azufre ou Lastarria.
Le Copiapó, aussi appelé Cerro de Azufre ou Lastarria, est un volcan du Chili qui se présente sous la forme d'un stratovolcan culminant à 6 052 mètres d'altitude. Il est accompagné de huit cônes pyroclastiques dont le San Román s'élevant à 4 978 mètres d'altitude.